# Winslow Homer
Winslow Homer (24 de febrer de 1836- 29 de setembre de 1910) va ser un pintor paisatgista i gravador estatunidenc, conegut per les seves pintures marines. Se'l considera un dels pintors més destacats de l'Amèrica del s.XIX i una figura prominent en l'art americà.
En gran part autodidacta, Homer va començar la seva carrera treballant com a il·lustrador comercial. Posteriorment, va començar a treballar amb pintura a l'oli. També ha treballat extensament en l'aquarel·la.

## Influències
Homer mai va ensenyar en una escola d'art ni en privat, com sí que ho va fer Thomas Eakins, però les seves obres van influenciar successives generacions de pintors americans, per la seva interpretació directa i enèrgica de la relació entre l'home i una terra salvatge i sovint erma. Robert Henri diu que l'obra d'Homer, és "integritat de la natura."
L'il·lustrador americà i professor Howard Pyle va venerar Homer i va animar als seus estudiants a estudiar la seva obra. El seu deixeble i company il·lustrador, N.C. Wyeth (i gràcies a ell Andrew Wyeth i Jamie Wyeth), va compartir la seva influència i reconeixement, fins i tot després d'Homer anés a Maine a la recerca d'inspiració

## Galeria

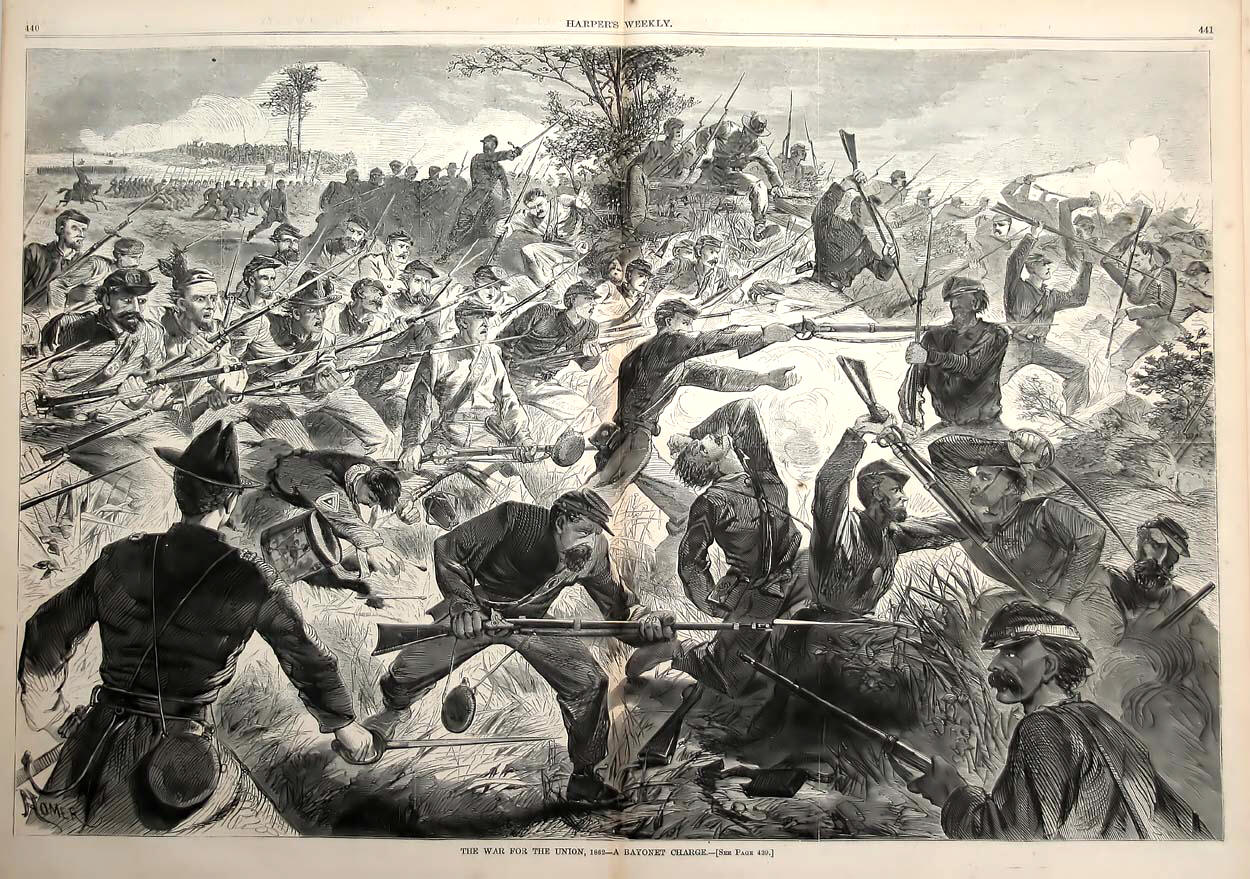
The War for the Union, 1862, wood engraving (multiple museum collections)
The Bridle Path, 1868, oli sobre tela (Clark Art Institute)
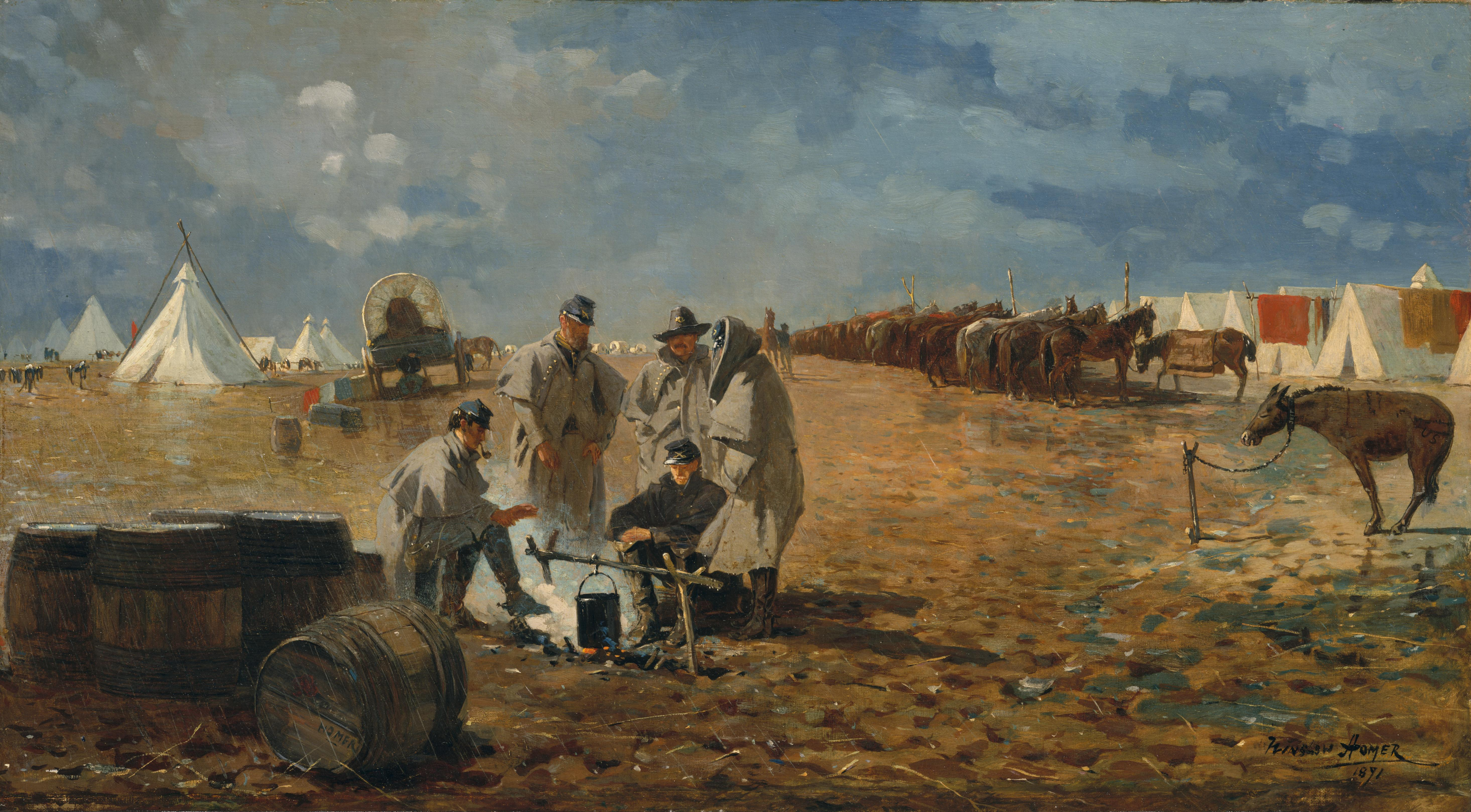
A Rainy Day in Camp, 1871, oli sobre tela. Col·lecció privada
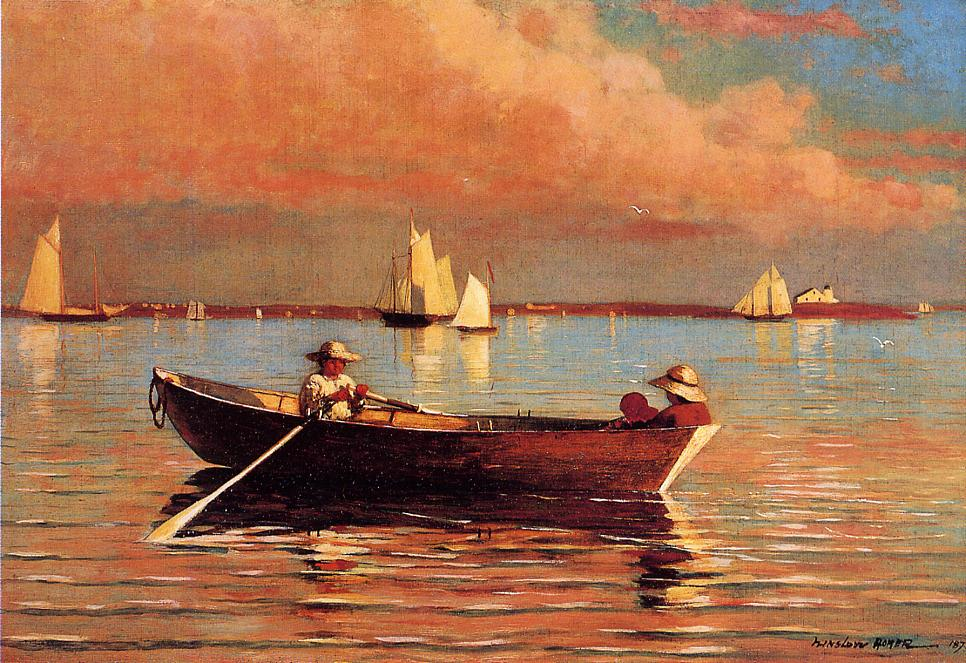
Gloucester Harbor, 1873, oli sobre tela. Museu Nelson-Atkins
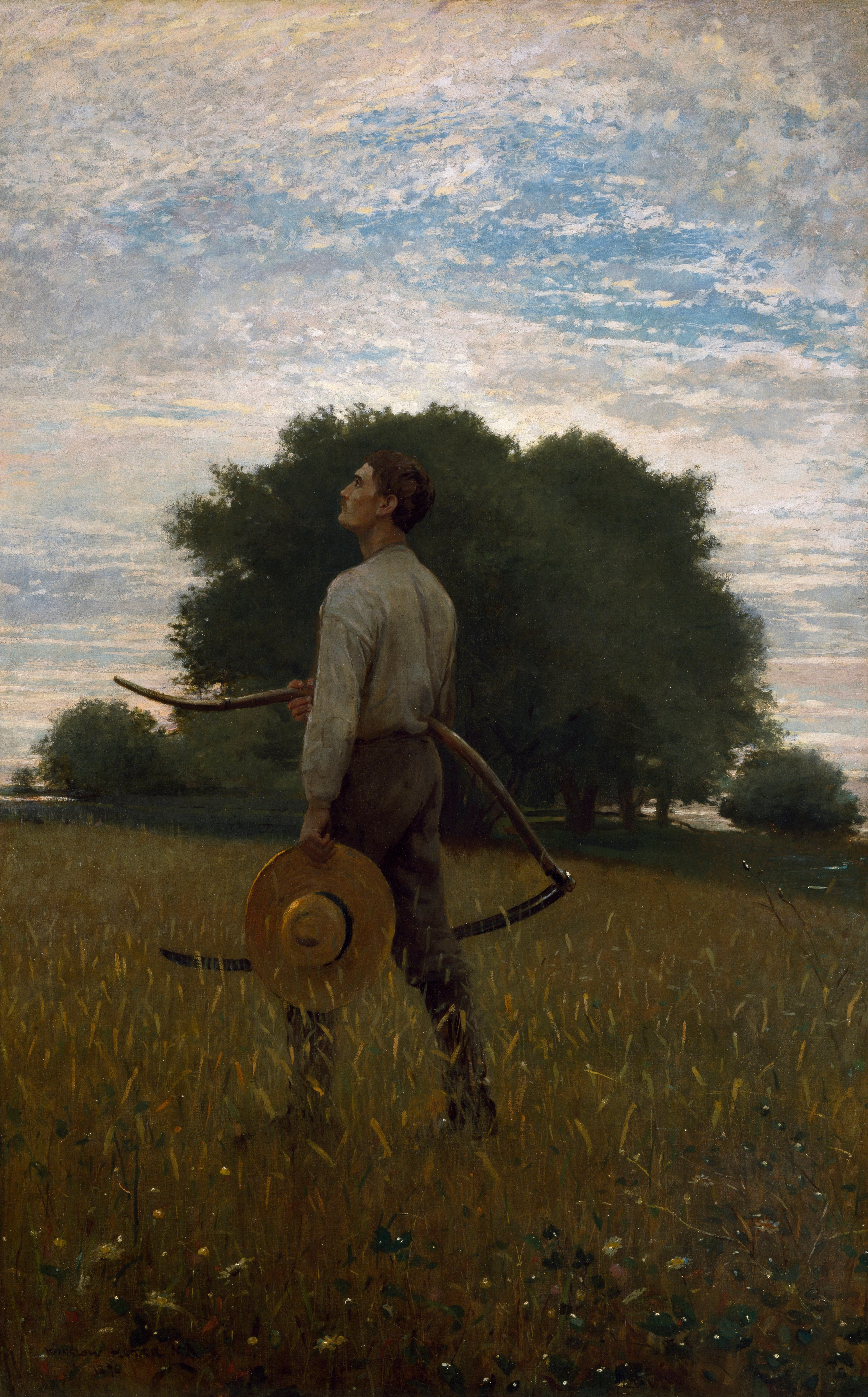
Song of the Lark, 1876, oli sobre tela. Chrysler Museum of Art
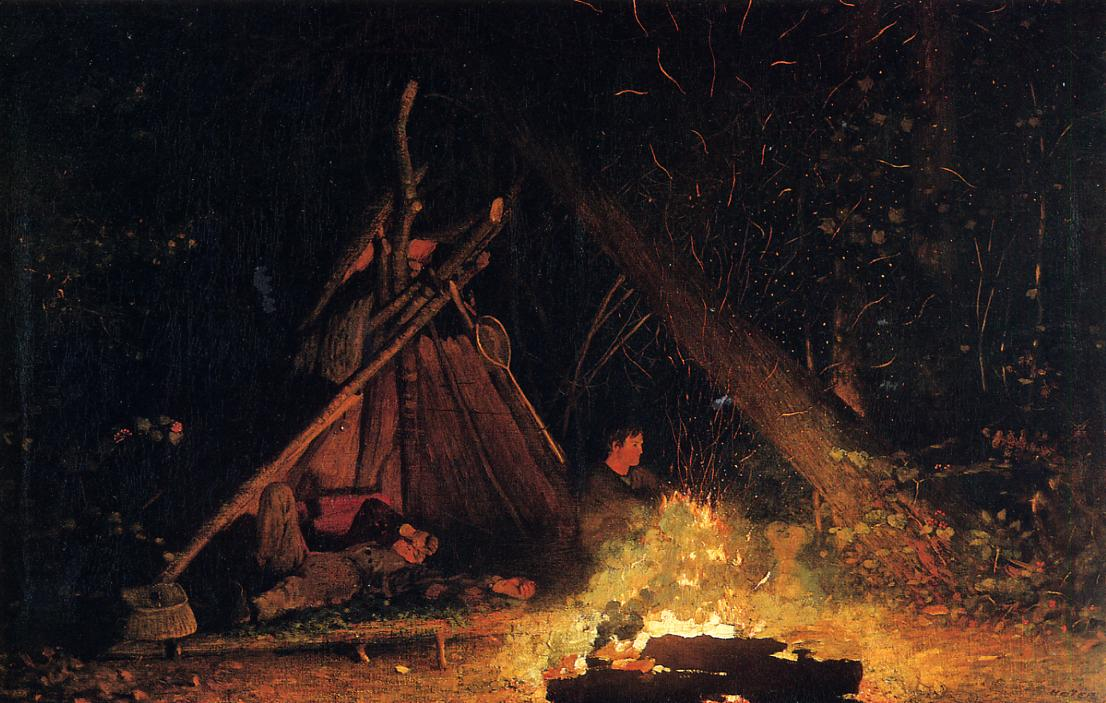
Camp Fire, 1877–1878, oli sobre tela. Metropolitan Museum of Art
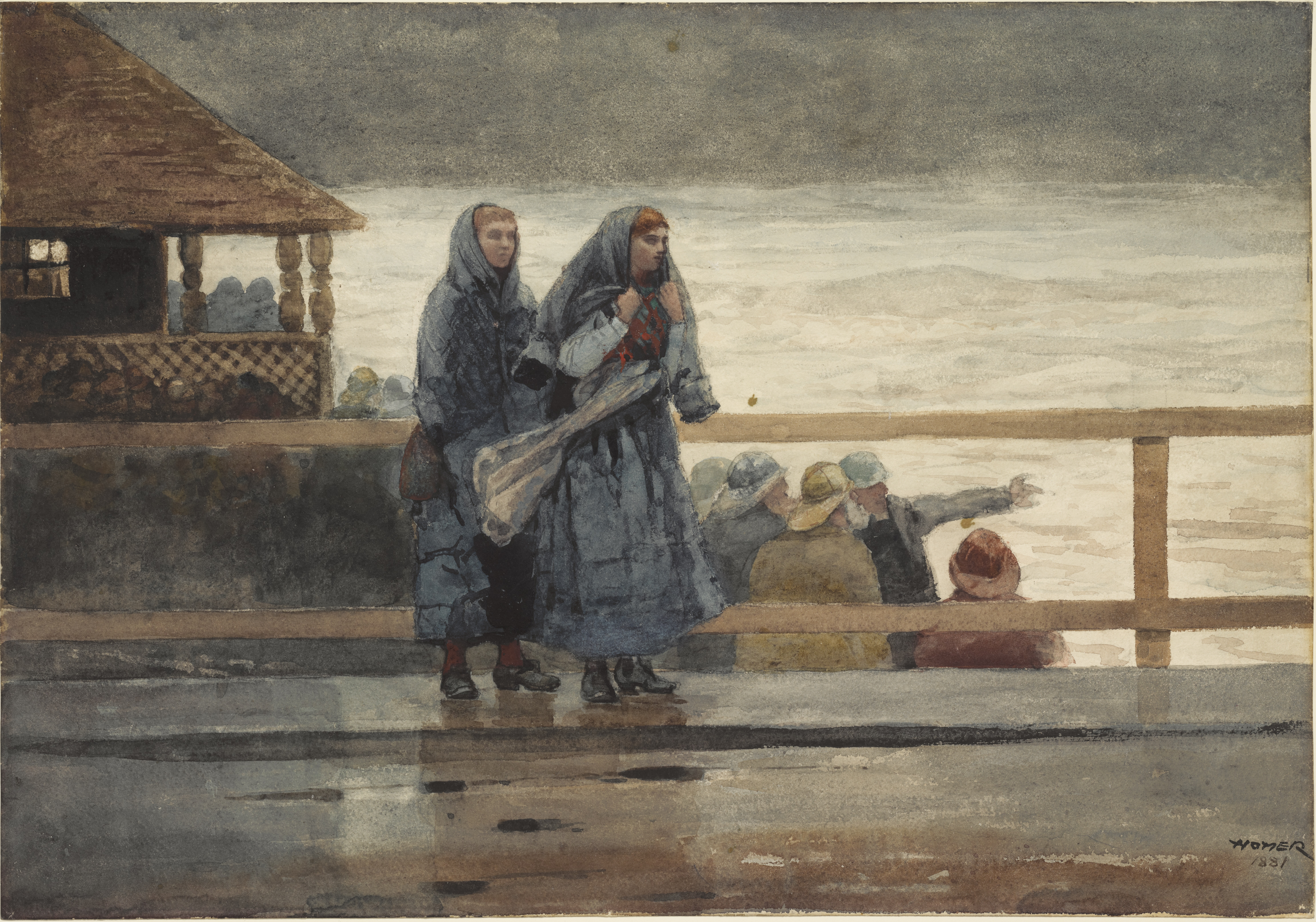
Perils of the Sea, 1881, aquarel·la. Sterling and Francine Clark Art Institute
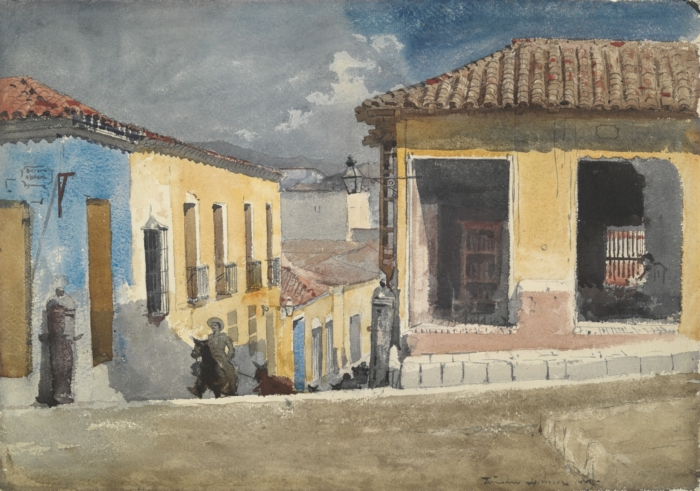
Santiago de Cuba: Street Scene, 1885. aquarel·la i grafit. Yale University Art Gallery
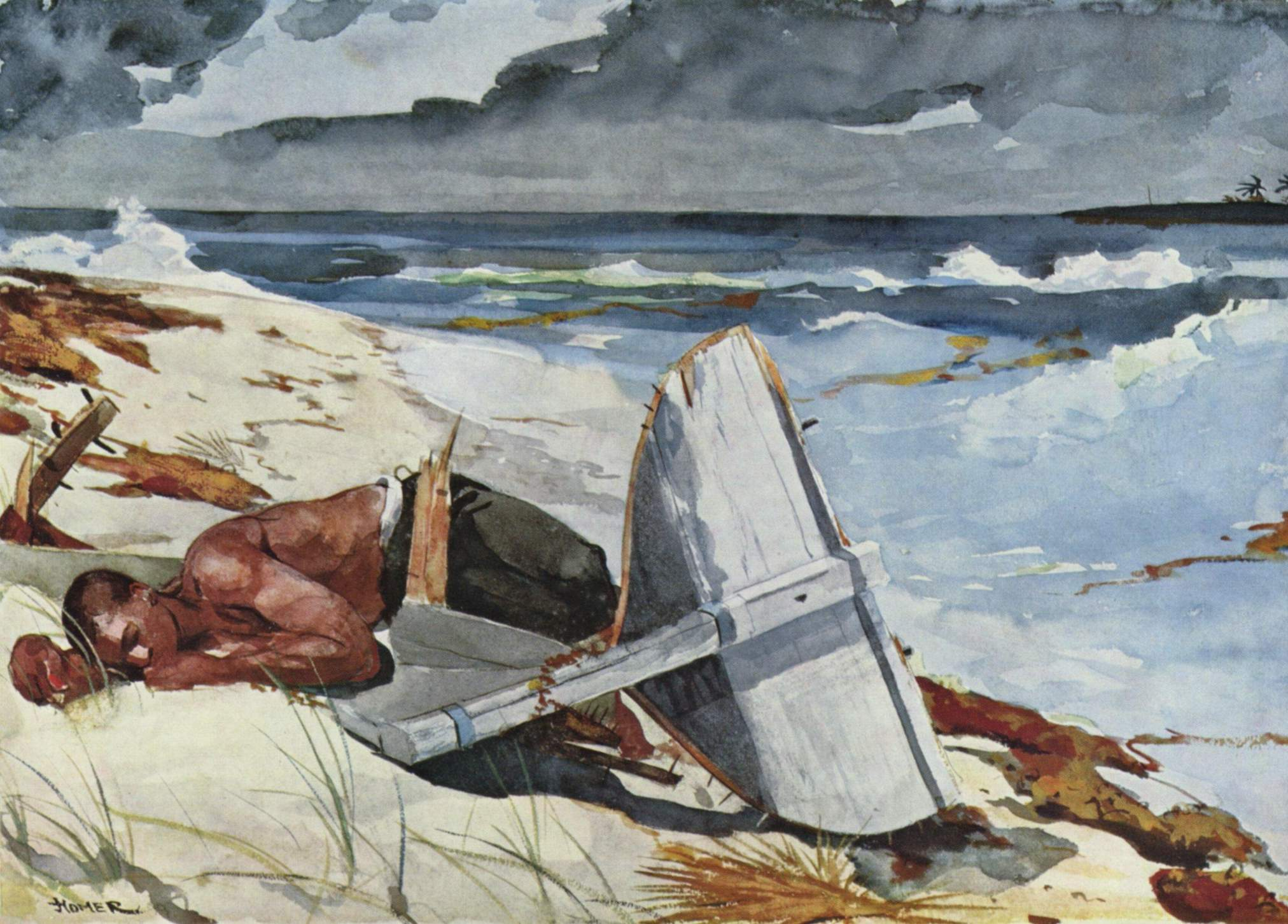
After the Hurricane, Bahamas, 1899, aquarel·la (Art Institute of Chicago)
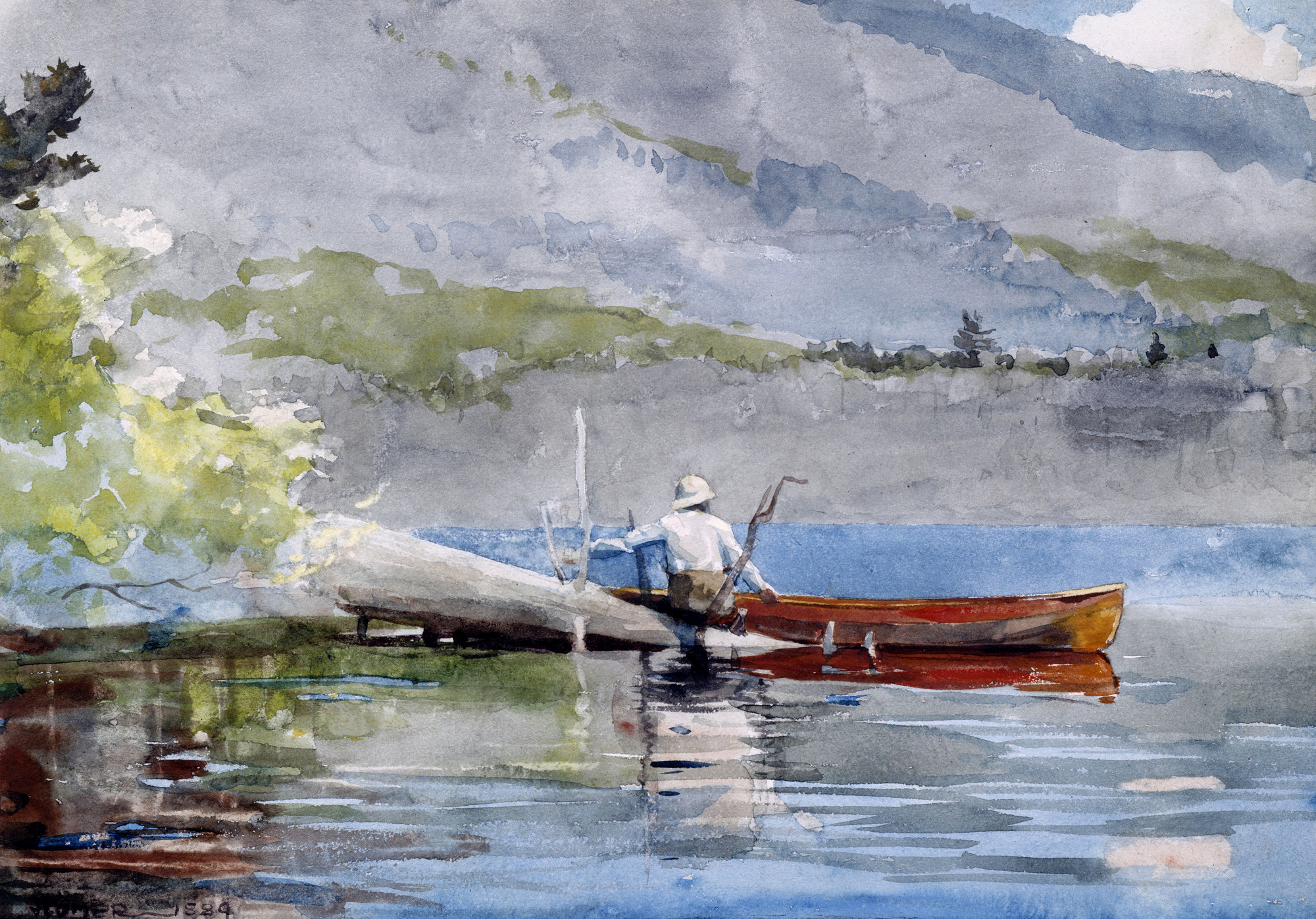
The Red Canoe, 1889, aquarel·la, Peabody Collection
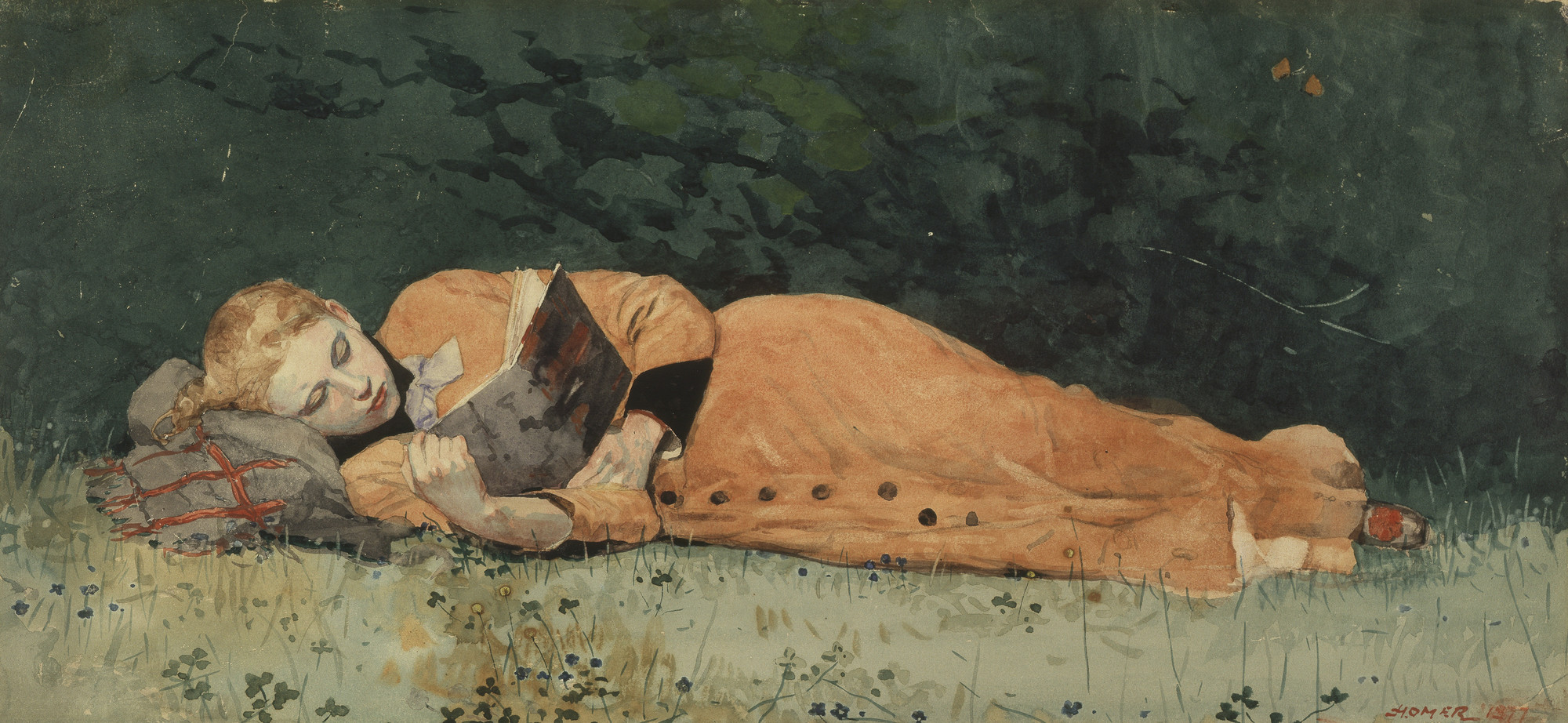
The new novel, 1877, Museum of Fine arts, Springfield, Massachusetts
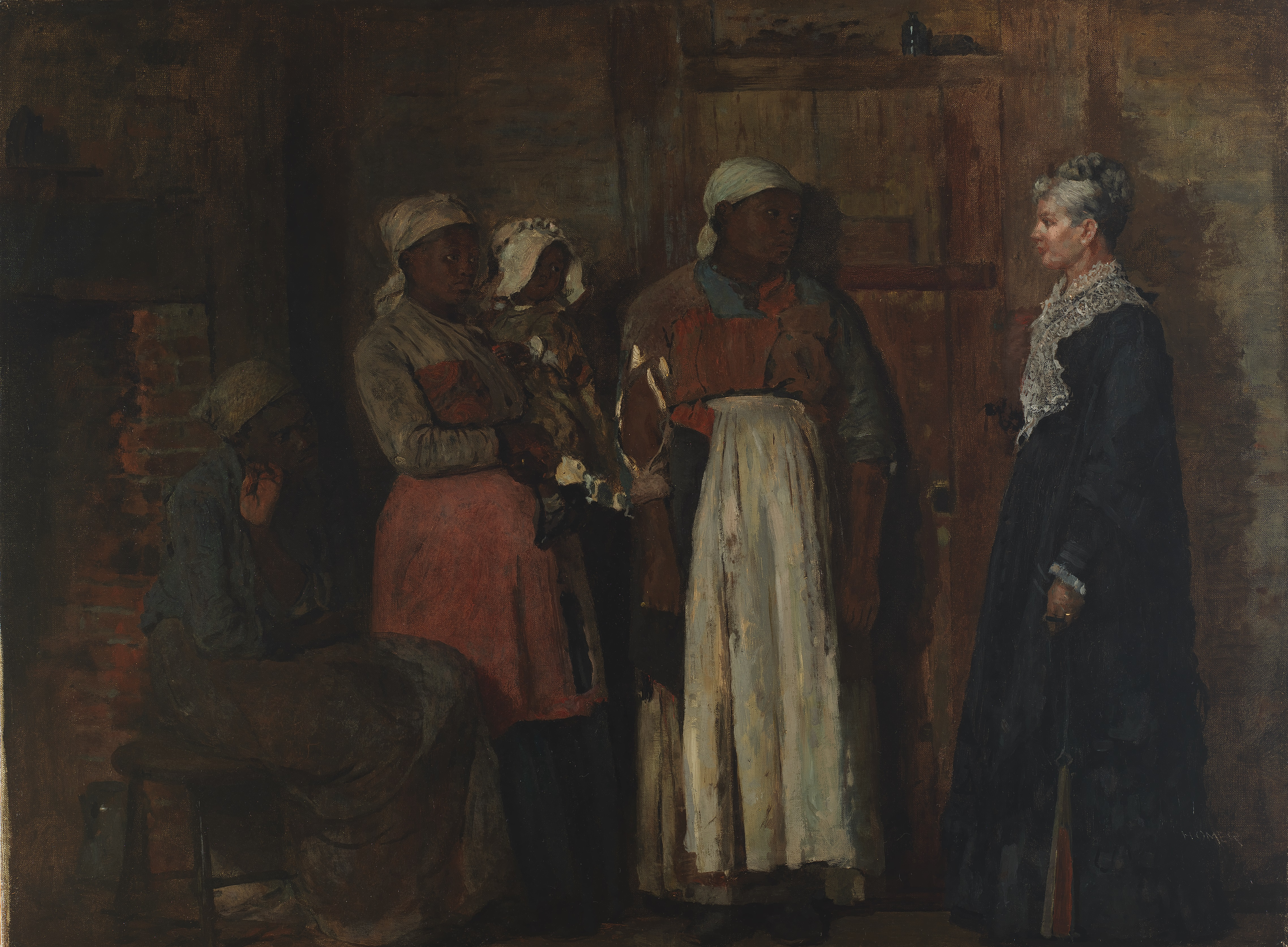
A Visit from the Old Mistress, 1876, oli sobre tela, Smithsonian American Art Museum

## Col·lecció d'aquarel·les al Museu Metropolità d'Art

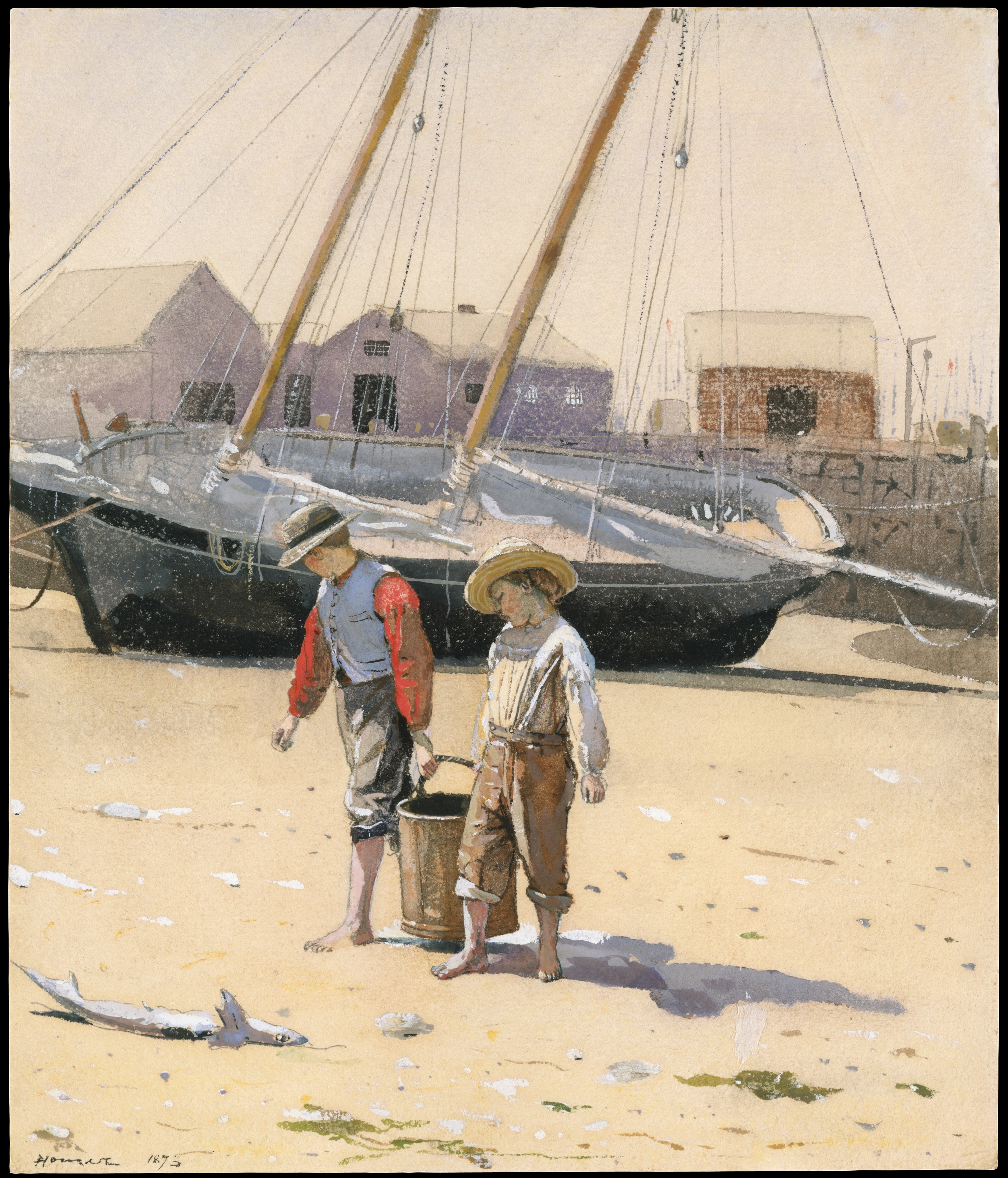
A Basket of Clams, 1873 (29,2 x 24,8 cm)
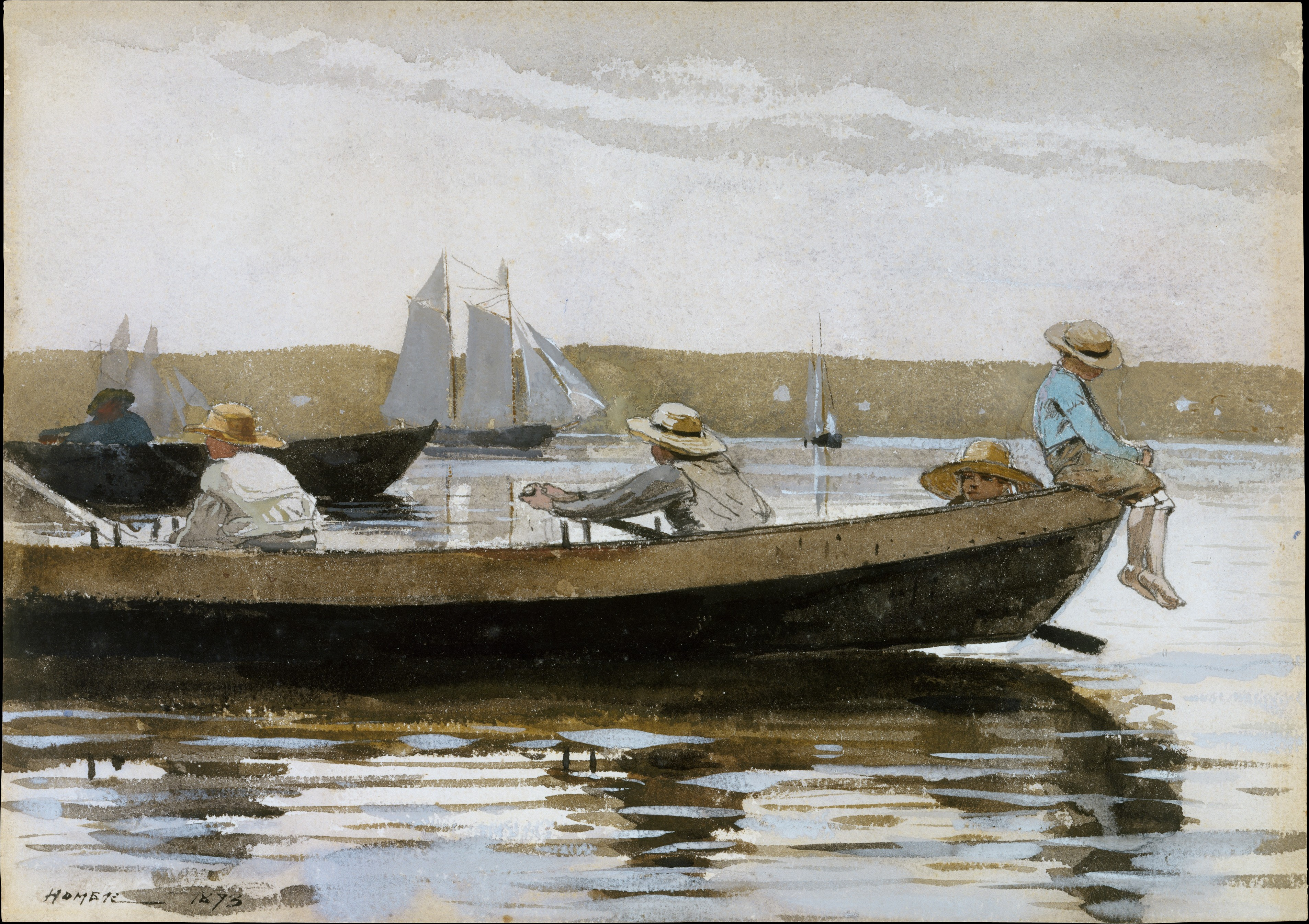
Boys in a Dory, 1873 (24,8 x 35,2 cm)
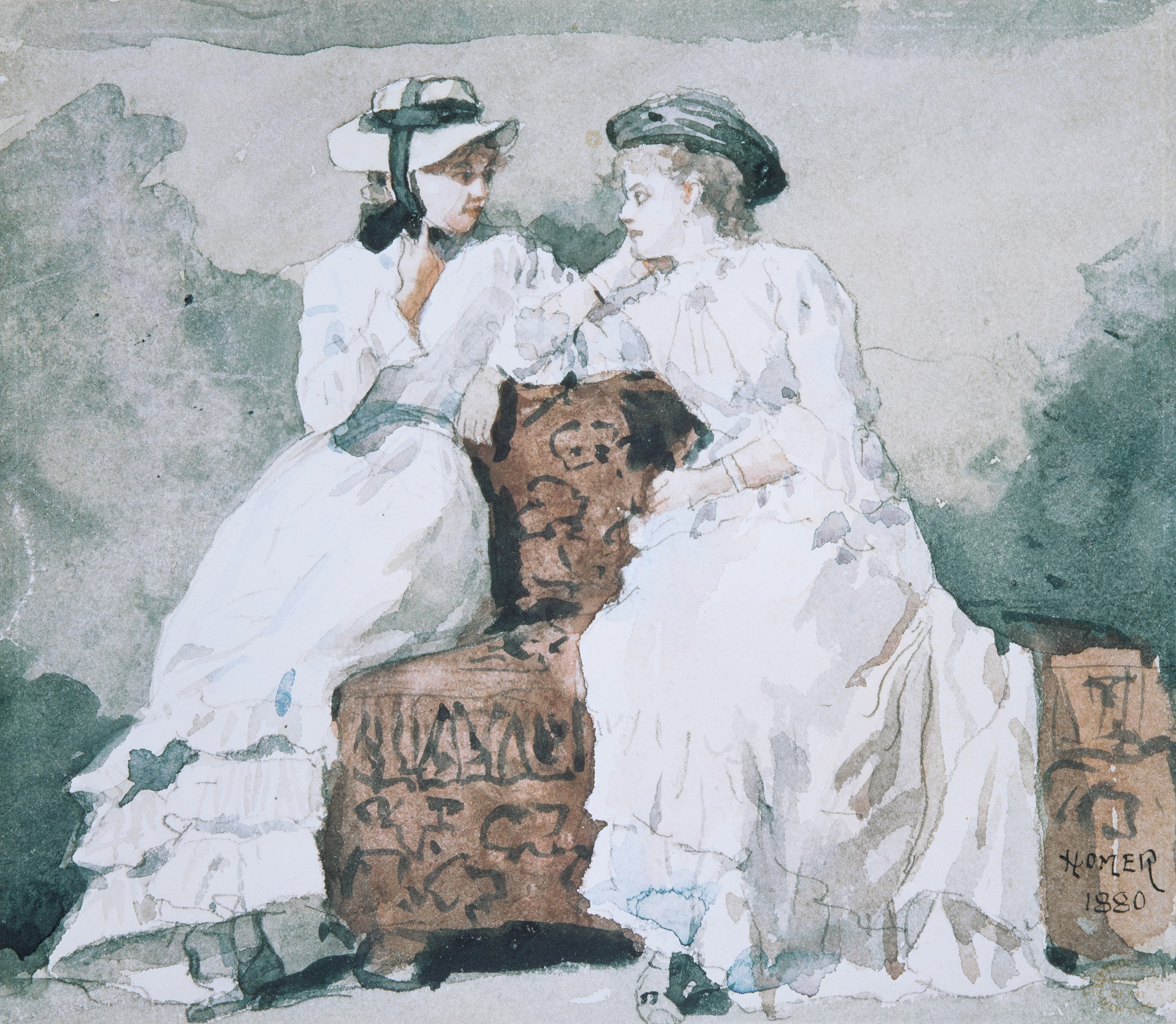
Two Ladies, 1880 (17,6 x 20,2 cm)
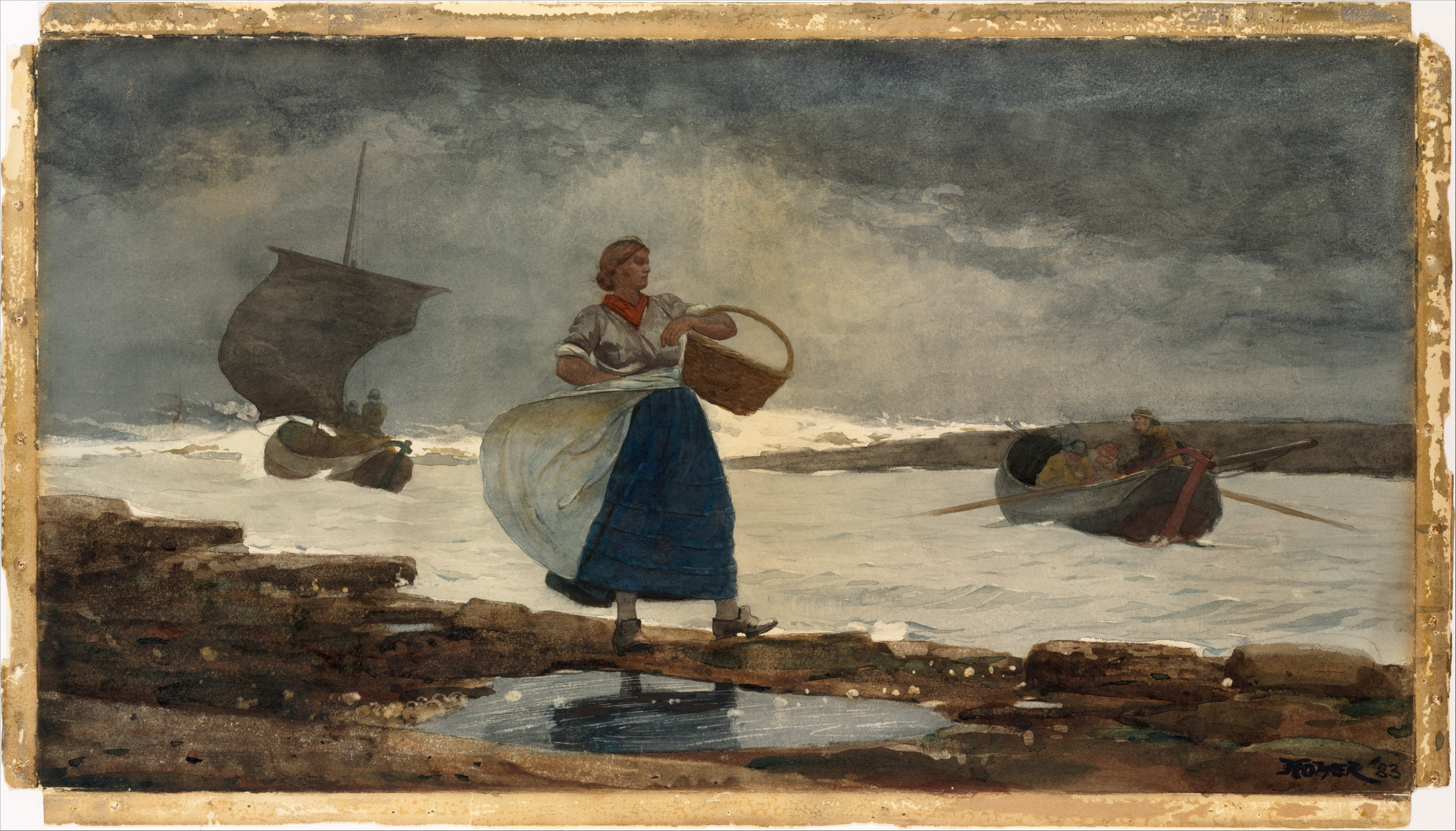
Inside the Bar, 1883 (40,6 x 73,7 cm)
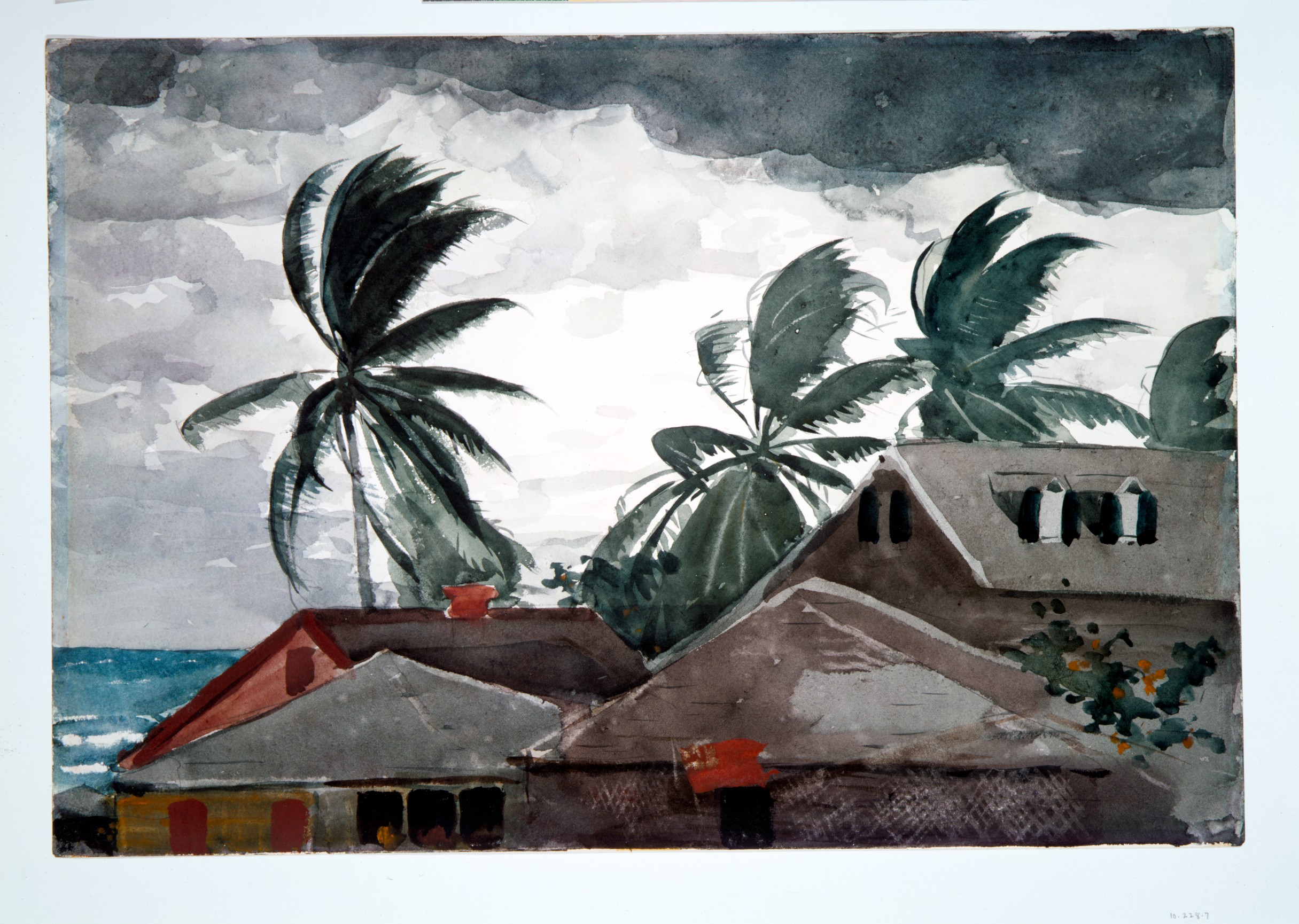
Hurricane, Bahamas, 1898 (36,7 x 53,5 cm)
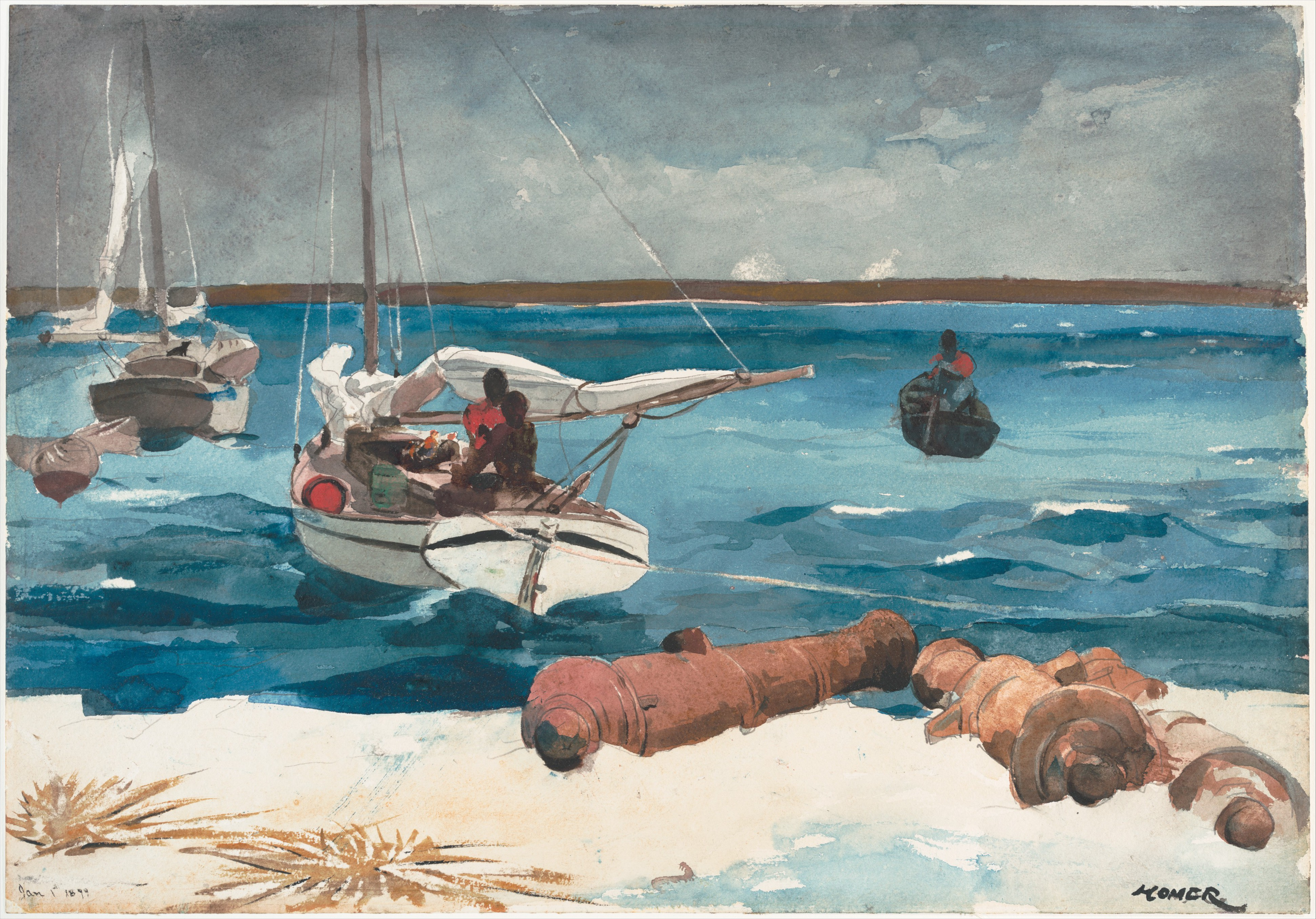
Nassau, 1899 (37,8 x 54,3 cm)
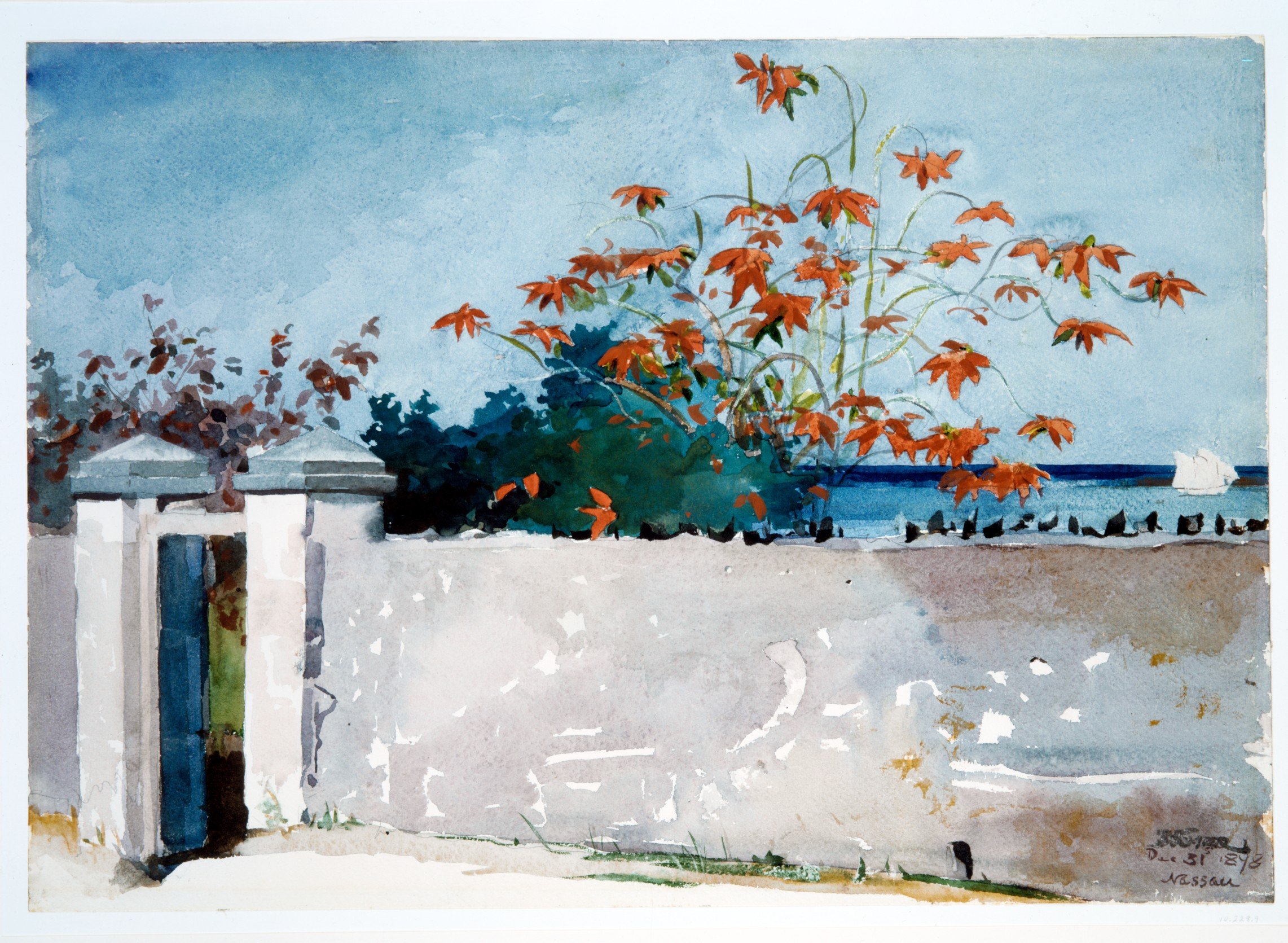
A Wall, Nassau, 1898 (37,8 x 54,3 cm)
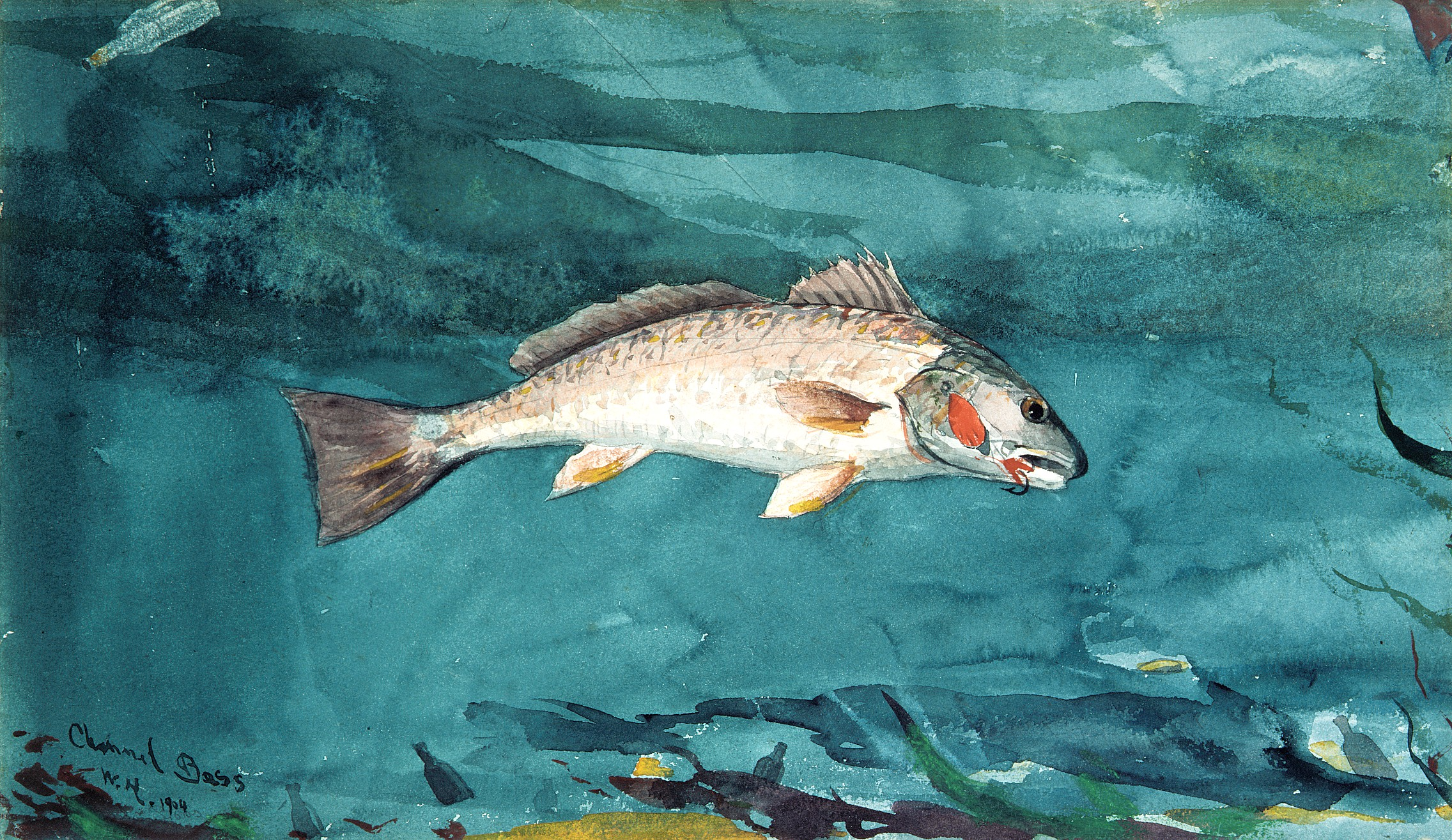
Channel Bass, 1904 (28,6 x 49,2 cm)

## Curiositats
El 1962 l'oficina postal dels Estats Units va emetre un segell commemoratiu homenatjant Winslow Homer, on apareixia la seva famosa pintura a l'oli Breezing Up, conservada a la National Gallery de Washington DC. El 12 d'agost de 2010, el The Postal Service va emetre un nou segell commemoratiu, aquesta vegada de 44 centaus, amb l'obra Boys in a Pasture que es va veure per primera vegada al APS Stamp Show de Richmond (Virginia). La pintura original forma part de la Hayden Collection del Museu de Belles Arts de Boston.